# Чарлз Вайнер Брук
Чарлз Вайнер Брук (30 вересня 1874, Лондон — 9 травня 1963, Лондон) — третій і останній білий раджа Сараваку, що правив у 1917—1941 роках. Незацікавлений у правлінні в Сараваку, радо передав країну до британського володіння після Другої світової війни.

## Біографія
Народився в Лондоні в будинку на вулиці Албемарл. Старший з трьох синів Чарлза Брука та Маргарет де Віндт. Мав двох молодших братів: Бертрама й Гаррі. Навчався у Вінчестерському коледжі. Пізніше поступив до кембриджського Коледжу Магдалени, де більше приділяв увагу розвагам, а не навчанню. Молодий Вайнер захоплювався боксом, конями та швидкими автомобілями. 1897 року він випустився в ранзі асистента чиновника та отримав призначення до Сіманггангу у Сараваку.
Уперше відвідав Саравак у ранньому дитинстві 1876 року. Надалі був там 1888 року разом з братами та їхнім учителем. 1891 року Вайнер отримав титул спадкоємця (малай. Raja Muda), а в 1893 році знову відвідав Саравак. Після Сіманггангу він працював у Муці та Ої. У травні 1900 року Вайнер взяв участь у поході проти мурутів, що повстали в районі Трусану. У червні 1902 року він був одним з очільників походу 10 тисяч даяків-рекрутів проти повстанців в Ул-Аї, де п'ята частина загону загинула від холери.
21 лютого 1911 року одружився з Сильвією Бретт, донькою британського політика та історика Реджинальда Бретта. Батьки Сильвії не схвалили цього шлюбу, а Чарлз Брук був невдоволений нездатністю Сильвії народити онука-спадкоємця. Оскільки Вайнер мав до того ж картярські борги, батько всерйоз роздумував щодо проголошення спадкоємцем другого сина, Бертрама. Нарешті, 1912 року раджа створив наглядову урядову комісію із Сараваку в Лондоні та наділив Бертрама майже таким статусом, як і Вайнера. Ображений Вайнер почав конфліктувати з батьком. 
У травні 1917 року після смерті Чарлза, Вайнер був проголошений третім раджею Сараваку. Він не сильно цікавився урядовими справами та проводив півроку в Англії, натомість відправляючи до Сараваку Бертрама. Фактичну владу в країні мав радник раджі Джерард МакБраян (англ. Gerard MacBryan), а пізніше — спеціальний адміністративний комітет. Проти комітету повстав племінник Вайнера, Ентоні, якого раджа призначив спадкоємцем. Утім, за 6 місяців Вайнер забрав титул у небожа, а потім, під тиском Бертрама, повернув.
На початку 1941 року Вайнер підписав таємну угоду з адміністративним комітетом, за якої відмовлявся від більшості повноважень та дозволяв прийняти конституцію в обмін на 1 мільйон доларів Сараваку. Унаслідок угоди у вересні 1941 року була проголошена конституція Сараваку. Спадкоємця Ентоні, який повстав проти неї, відіслали до Англії. 16 грудня 1941 року Японія висадила свої війська в Сараваку та невдовзі захопила його. Вайнер у цей час відпочивав у Австралії.